# Crocidura batesi
Crocidura batesi, musaraña de Bate, es una especie de mamífero soricomorfo de la familia Soricidae.
Se trata de un taxón dudoso incluido en el poco claro y complicado complejo de Crocidura poensis.
Es una especie terrestre que habita los bosques primarios de las llanuras. Es poco tolerante con la degradación de su hábitat.
Su amplio rango de distribución y sus poblaciones grandes y estables, junto con la ausencia de graves amenazas, hacen que esté catalogada en la Lista Roja de la UICN como de «preocupación menor».
Se encuentra principalmente en el Sur de Camerún, Gabón, Guinea Ecuatorial, República Centroafricana y, quizás, en la República del Congo.